# 플러시

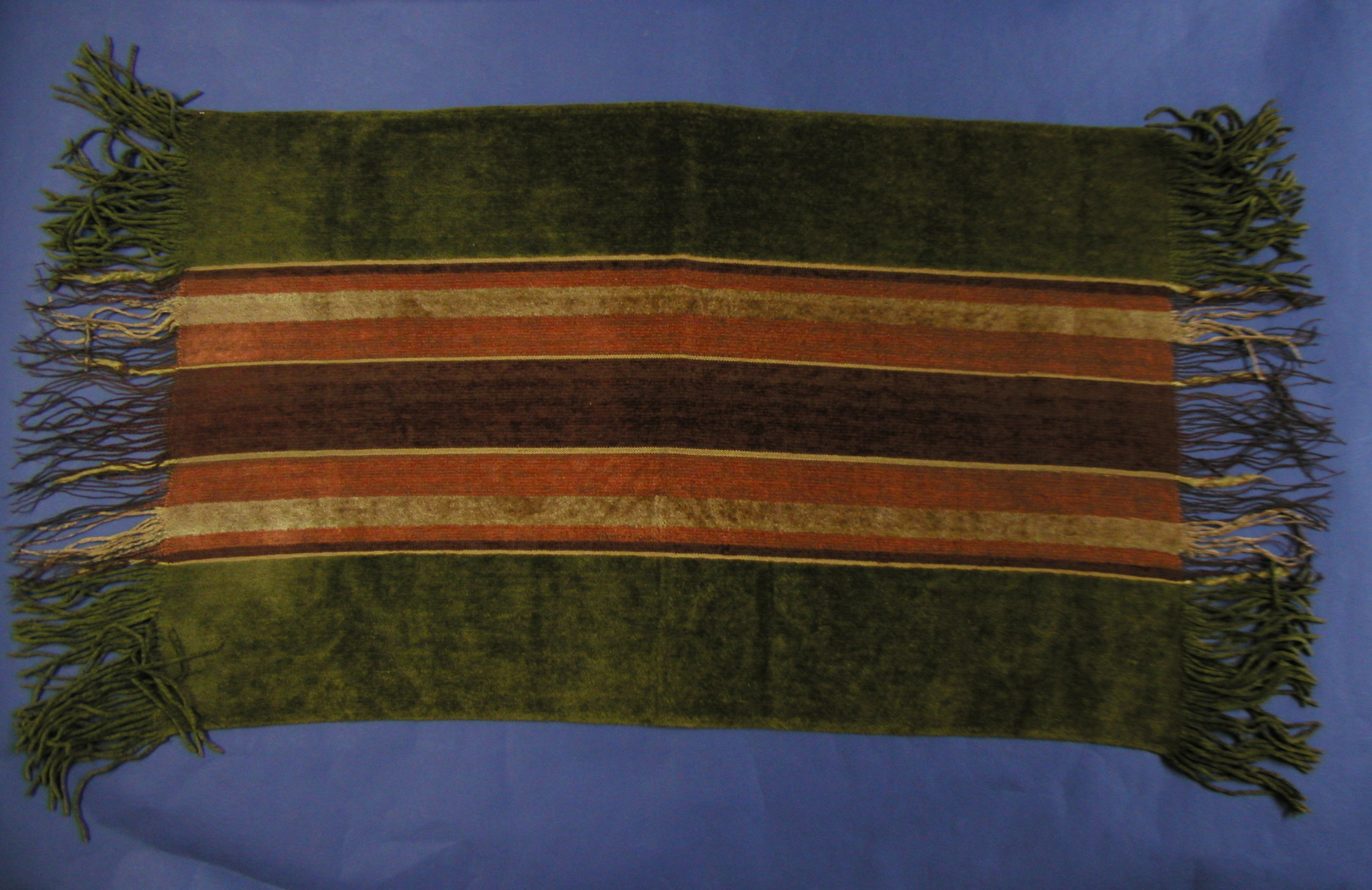

플러시(plush)는 퍼스티언이나 벨벳처럼 기모나 솜털을 재단한 직물의 한 종류이다.
본래 파일로 재단한 플러시는 모헤어나 소모사로 이루어졌으나, 오늘날에는 명주 자체로 만들거나 뒷면을 면으로 처리하는 방법이 쓰인다. 파일로 된 플러시는 벨벳보다 상대적으로 털이 길고 덜 빽빽하다. 부드러운 소재는 실내 장식이나 가구류 제작 목적으로 쓰이며, 의복이나 모자에도 쓰인다.
현대의 플러시는 폴리에스테르 같은 합성 섬유로 제작하는 것이 일반적이다. 플러시 직물은 플러시로 만드는 테디 베어와 같은 소형 플러시 토이와 함께 봉제 인형 제작에 특히 많이 쓰인다. 또한 플러시는 디자이너 토이를 만드는 데도 주요한 재료로 쓰인다.